# Alethe
Alethe är ett fågelsläkte i familjen flugsnappare inom ordningen tättingar. Släktet omfattar endast två arter som förekommer i Västafrika och Centralafrika:
- Kongoalethe (A. castanea)
- Guineaalethe (A. diademata)